# L'abitudine della luce
L'abitudine della Luce è un album di Antonella Ruggiero del settembre 2006.
Il disco è legato ad uno spettacolo teatrale ideato da Marco Goldin in tournée con Antonella Ruggiero, per promuovere le mostre di Brescia. Tra musica, immagini e poesia, lo show è costruito attorno alla grande Mostra dedicata al paesaggio da Turner agli impressionisti. I testi delle canzoni interpretate dalla Ruggiero sono stati scritti dallo stesso Goldin su musiche di Roberto Colombo arrangiate da Arké String Project.

## Tracce del CD
1. Notte di luna
2. Figlie
3. Un lungo tratto di strada
4. Attimi (strumentale)
5. Danza del mare
6. Strada nel bianco
7. Jade (strumentale)
8. La luna ti guarda (strumentale)
9. I passi dei bambini
10. Effetto sole (strumentale)
11. Il fuoco
12. La sera e l'azzurro
13. Le nuvole (strumentale)
14. Notte di luna (strumentale)

## Formazione
- Antonella Ruggiero – voce
- Roberto Colombo – elettronica
- Ivan Ciccarelli –  percussioni
- Sandro Di Paolo – viola
- Carlo Cantini – violino
- Piero Salvatori – violoncello

## Classifiche
| Paese  | Posizione raggiunta |
| ------ | ------------------- |
| Italia | 86                  |